# 宗教情報センター
宗教情報センターは、宗教法人真如苑の関連団体である。
宗教に関わる情報を提供するために、1994年に設立された。主に３つの柱として、「メディアと宗教」「仏教研究」「社会と宗教」をあげ、継続性一貫性のある情報をしている。
所在地は、東京都立川市富士見町5-1-7ファーストビル1階。

## 関連出版物
- 葛西賢太著　『現代瞑想論―変性意識がひらく世界』春秋社 (2010年3月1日)
- 葛西 賢太・板井 正斉編　『ケアとしての宗教 ―宗教とソーシャル・キャピタル 第3巻』 明石書店 (2013年4月9日)
- 葛西賢太著　『断酒が作り出す共同性―アルコール依存からの回復を信じる人々』世界思想社 (2007年4月1日)
- アーネスト・カーツ著、葛西賢太訳、岡崎直人訳、菅仁美訳 　『アルコホーリクス・アノニマスの歴史――酒を手ばなした人びとをむすぶ』 明石書店 (2020年9月28日)
- 藤山みどり著　『臨床宗教師　死の伴走者』 高文研 (2020年1月7日刊)